# Agustín Miranda
Agustín Miranda (né en 1930 au Paraguay) est un joueur de football international paraguayen qui évoluait au poste de défenseur.

## Biographie

### Carrière en sélection
Avec l'équipe du Paraguay, il joue 8 matchs (pour aucun but inscrit) entre 1951 et 1958. 
Il figure dans le groupe des sélectionnés lors de la Coupe du monde de 1958. Lors du mondial organisé en Suède, il joue un match contre l'équipe de France.